# Dositheus von Samaria
Dositheus von Samaria (altgriechisch Δοσίθεος ‚Gottesgabe‘, auch gleichbedeutend Netanʾel (hebräisch נתנאל ‚Gott hat gegeben‘); geboren im 1. Jahrhundert n. Chr. in der Region Samaria, römische Provinz Judäa (Syria Palaestina); gestorben im 1. oder 2. Jahrhundert n. Chr. im Imperium Romanum) war ein Gnostiker des 2. Jahrhunderts. Sein Hauptwirkungsort war Alexandria.
Besonders bekannt wurde er durch seine Rolle in den frühchristlichen Auseinandersetzungen um die richtige Auslegung des Glaubens und in den Konflikten zwischen verschiedenen theologischen Strömungen der Zeit.
Er soll der Gründer einer religiösen samaritanischen Gruppierung gewesen sein, die gemeinhin als gnostisch angesehen wird, auch soll er Johannes den Täufer gekannt haben und entweder ein Lehrer oder ein Rivale von Simon Magus gewesen sein.

## Leben und Wirken
Dositheus wird vor allem in Verbindung mit der Entwicklung der gnostischen Strömungen des frühen Christentums genannt. Er war möglicherweise Anhänger oder Vertreter einer gnostischen Lehre, die versuchte, christliche Inhalte mit gnostischen Konzepten zu verbinden. Es gibt keine erhaltenen Werke, die eindeutig Dositheus zugeschrieben werden, auch bleibt es unklar, ob er überhaupt schriftliche Texte hinterließ. Die Aussagen über ihn als Person und seine Bewegung sind insgesamt weit verteilt, widersprüchlich und möglicherweise auf mehrere Personen gleichen Namens bezogen. Die Quellen – jüdische, patristische, samaritanische und arabische – sind sich über die Ursprünge, Glaubenssätze, Praktiken und Entwicklung seiner Sekte der Dositheaner uneins.
So wurde Dositheus von Eusebius und in den Pseudo-Klementinen als ein gläubiger Jude dargestellt, während die Pseudo-Tertullianschen Schriften und Philastrius ihn als einen Samaritaner beschrieben. Andere, etwa Epiphanios von Salamis, sahen in ihm einen Juden, der später in Verbindung mit Samaritern trat.
Laut Pseudo-Tertullian war er der erste, der die Nevi'im (Propheten) leugnete. Hieronymus gibt den gleichen Bericht (Contra Luciferianos, XXIII.) Hippolyt beginnt seine Aufzählung der 32 Häresien mit der Erwähnung von Dositheos. Er wurde aber von den beiden frühen patristischen Autoren, wie Justin der Märtyrer und Irenäus nicht erwähnt.
Auch die rabbinischen Quellen (Sefer ha-Yashar; Tan., Wayesheb, 2 und Pirqe  d' Rabbi Eliezer, XXXVIII.) enthalten vage Hinweise auf Dositheos und Sabbæus als die beiden Gründer der samaritanischen Sekten der Dositheaner und Sabæaner. Diese wurden mit den Samaritern Sabbæeus und Theodosius identifiziert, von denen Josephus berichtete, dass sie vor dem ägyptischen Herrscher Ptolemaios VI. gegen Andronicus ben Meshullam, den Anwalt der Juden, die Heiligkeit des Berges Garizim verteidigten.
Nach Hegesippus lebte Dositheus später als Simon Magus, der erste Häretiker der alten Kirche. Origenes sagte, Dositheus habe sich als „Christus“ oder  „Messias“ verstanden, indem er Deut 18,15  auf sich selbst anwendete. Hegesippus verglich ihn mit Theudas und Judas dem Galiläer (hebräisch יהודה בן חזקיה Jehuda ben  Ezechias (Hezekiah)). Origenes sagte auch, die Jünger oder Anhänger des Dositheus hätten vorgegeben, Bücher von ihm zu besitzen, und berichteten von ihm, er sei nie gestorben, sondern noch am Leben geblieben.
Der Midrasch spricht jedoch von Dositheanern, mit denen Rabbi Meir Ba'al HaNes zu tun hatte und es werden auch zwei Namen erwähnt, „Dosion und Dosthion“,  die sich entweder auf zwei dositheanischen Sektierer beziehen oder eine Doppelbezeichnung für den Ketzer Dositheus darstellen. Doch die Tatsache, dass der Patriarch Eulogius von Alexandria (der wahrscheinlich um 582 bzw. 603 lebte) erfolgreich gegen die samaritanischen Anhänger von „Dostan (Δοσθήν)“ oder „Dositheus“ disputierte und ein Werk schrieb, das sich ausdrücklich gegen sie richtete (Photius: Bibliotheca cod. 230), zeigt, dass die Dositheaner existierten und im 6. Jahrhundert sogar eine gewisse Macht ausübten.
Origenes bezieht sich möglicherweise auf eine christliche Sekte der „Dositheaner“, die jedoch keine Spuren hinterließ, während die Samaritaner weiter existierten. Vor allem in Ägypten war die Sekte wahrscheinlich so zahlreich, dass der christliche Patriarch von Alexandria Polemiken gegen sie führte.
In den pseudo-klementinischen Anerkennungen und Homilien wird berichtet, wie Dositheos sich durch die Verbreitung einer falschen Nachricht über den Tod von Simon Magus als Oberhaupt seiner Sekte etablieren konnte. Als Simon Magus zurückkam, hielt er es für besser, sich zu verstellen, und nahm, indem er Dositheus als Freund vortäuschte, den zweiten Platz an. Bald jedoch begann er den Dreißig zu verstehen zu geben, dass Dositheus mit den Lehren der Schule nicht so gut vertraut war, wie er es hätte sein können.
Der samaritanische Chronist Abu al-Fatḥ aus dem 14. Jahrhundert, der sich auf zuverlässige arabische Quellen stützte, datierte den Ursprung der „Dosithean-Sekte“ in eine vorchristliche Zeit (Kitab al-Ta'rikh (arabisch كتاب التاريخ) hrsg. von Eduard Vilmar, 1865, S. 82).